# 占部久子
占部 久子（うらべ ひさこ、1948年 - 2007年）は、日本の生物物理学者。東京家政学院大学教授。登山とスキーが好きであった。

## 経歴
- 1970年 お茶の水女子大学理学部卒
- 1972年 お茶の水女子大学大学院理学研究科物理学専攻修士課程
- 1984年 お茶の水女子大学大学院人間科学研究科博士課程 お茶の水女子大　学術博士　「DNA二重らせんの集団運動の低周波ラマン散乱による研究」
- 1987年 お茶の水女子大学理学部助手
- 1989年 東京家政学院大学家政学部講師
- 1993年 東京家政学院大学家政学部助教授
- 2004年 東京家政学院大学家政学部教授
- 2007年 肝臓癌のため死去。遺灰は神奈川県平塚市の沖合約13キロの地点で、親類や知人らが見守るなか、夫の占部浩一の手により散骨された。

## 学位
お茶の水女子大学博士（学術）（1984）

## 専門分野
生物物理学、ラマン分光学

## 主な研究課題
- 『核酸関連物質の湿度依存構造転移』
- 『蛋白質結晶内の分子の全体振動』
- 『生体分子の水和水』

## 主な論文
- レ-ザ-による細胞プロセシング (生体を光で探る<特集>). 光技術コンタクト (1990)
- DNAの水和構造 (生体における水<特集>) -- (サブミクロン・サイズの水の構造). 電気化学および工業物理化学 (1989)
- ”Low－frequency Raman spectra oflysozyme crystals and oriented DNA films－dynamics of crystal water”
- ”Humidity－dependent structural transition of guanosme and Na2－ATP crystals studied bylow－frequency Raman spectroscopy

## 参考資料
- 東京家政学院大学ホームページ
- 朝日新聞 2008年6月13日夕刊